# توفیق فیاض
توفیق فیّاض (۱۹۳۹) رمان‌نویس فلسطینی است.از سال ۱۹۶۰ به نوشتن رمان، نمایشنامه، داستان و ادبیات کودک روی آورد و ادبیات خود را وقف ارائهٔ شخصیت فلسطینی و مسئلهٔ او کرد. او به عرب‌های اسرائیل تعلق دارد. در سال ۱۹۶۹–۱۹۷۰ به اتهام جمع‌آوری اطلاعات برای مصر دستگیر شد و چهار سال زندانی بود تا اینکه در تبادل زندانیان آزاد شد. به مصر رفت و از قاهره ماه‌ها بعد به بیروت نقل مکان کرد. در آنجا به سازمان آزادیبخش فلسطین پیوست. سپس به تونس مهاجرت کرد و سی سال در آنجا اقامت داشت. او پس از ۴۱ سال مهاجرت اجباری در ژوئن ۲۰۱۵ به میهن خود بازگشت.

## زندگی و پیشه
او در سال ۱۹۳۹ در المقیلبه نزدیکی حیفا، ناحیهٔ لیدا، قیمومیت بریتانیا بر فلسطین، به دنیا آمد، تحصیلات خود را در آنجا و در ناصره گذراند و سپس به بیروت رفت. او در یک محیط خانوادگی متلاطم میان مادرش که می‌خواست او در مدرسه راهبات آلمانی بیاموزد و پدربزرگش که می‌خواست به او تربیت دینی بدهد تا بتواند قرآن را حفظ کند، زندگی کرد.
دولت اسرائیل در سال ۱۹۶۹ او را به اتهام جاسوسی برای یک کشور دشمن در آن زمان، یعنی مصر و سوء استفاده از کارش در گمرک بندر حیفا برای قاچاق دستگاه‌های شنود مصری که برای عبدالرحیم قرمان (از مأموران اطلاعاتی مصر) فرستاده شده بود، به هشت سال زندان محکوم کرد. اسرائیل در سال ۱۹۷۴ در یک قرارداد مبادلهٔ زندانیان با مصر او را آزاد کرد.
از قاهره ماه‌ها بعد به بیروت نقل مکان کرد. در بیروت به سازمان آزادیبخش فلسطین پیوست و در آنجا همسرش در جریان تهاجم اسرائیل به لبنان در سال ۱۹۸۲ کشته شد. به تونس نقل مکان کرد و سی سال در آنجا اقامت داشت. او پس از ۴۱ سال تبعید در ژوئن ۲۰۱۵ به میهن خود بازگشت. وکیلان محمد دحله و سهاد حمود (دحله) بیش از ۱۵ سال مبارزه قانونی برای بازگرداندن فیاض از مهاجرت اجباری را آغاز کردند. پس از مکاتبات و رایزنی‌های طولانی مدت با وزارت کشور اسرائیل، ادارهٔ دادخواست‌های دادگاه عالی اسرائیل و دادستانی و در پی ارائه دادخواست قبلی در این زمینه، موفق به کسب موافقت برای بازگشت وی شدند.

### در ادبیات
او از سال ۱۹۶۰ و در دوران دبیرستان شروع به نوشتن داستان کرد، اما آنها را منتشر نکرد. اولین رمان خود را با نام «تحریف‌شدگان» (به عربی: المشوهون) در سال ۱۹۶۴ چاپ کرد که در آن به زندگی جوانان عرب در سرزمین‌های اشغالی می‌پردازد که سیاست‌های مقامات اسرائیلی، آنها را از ادامه تحصیل بازمی‌داشت. سپس نمایشنامه «خانهٔ دیوانگی» (به عربی: بيت الجنون) یا «وصیت قهرمان» (به عربی: وصية البطل) را در سال ۱۹۶۵ منتشر کرد. پس از آن فعالیت رمان‌نویسی خود ادامه داد و «گروه ۷۷۸» (۱۹۷۴)، «میلیشیای محبوب من» (۱۹۷۶)، «بهلول» (۱۹۷۸) و «وادی گفتگوها» (۱۹۹۴) را منتشر کرد.
در اولین رمان او با نام «تحریف‌شدگان» انتقادی از جامعهٔ عرب داشت و به صراحت به جنبه‌های منفی آن اشاره کرد. توفیق منتقدان بسیاری گرد آورد به ویژه معلمانی که از آنها انتقاد می‌کرد. در اولین نمایشنامه او، «خانهٔ دیوانگی»، احساس نویسنده از انزوای ادبی و انزوای مردم فلسطین که بار اشغال و مبارزه را به دوش کشیدند و به تنهایی نبرد کردند، را بیان می‌کند.
سپس با نام‌های مستعار «ابن الشاطئ» و «ایاد احمد» نوشت. در سال ۱۹۷۰ داستان‌های خود را در مجموعه‌ای به نام «خیابان زرد» (به عربی: الشارع الأصفر) منتشر کرد. در این مجموعه، این ایده را مطرح کرد که فلسطین با وجود رنجش همچنان استوار است و حتی به درختی سرسبز تبدیل شده است که با خون «شهیدانش» سبز و بزرگ شده است. او در حین زندان رمان دیگری به نام «گروه ۷۷۸» (به عربی: المجموعة 778) نوشت که در آن مبارزات مردم فلسطین را از سال ۱۹۱۷ ارائه کرد. از طریق آن، با گوش دادن به هر آنچه که زندانیان فلسطینی می‌گفتند، تجربه را در قالب یک اثر داستانی قرار داد.
به گفتهٔ محمد شاهین «آثار او پژواک رنج مردم فلسطین تحت اشغال اسرائیل و تلاشی برای ابراز امیدواری برای پایان دادن به ظلم و تجسم قهرمانی فلسطینیان از سال ۱۹۱۷ تا جنگ ژوئن ۱۹۷۰ است.»

## زندگی شخصی
فیاض در بیروت با یک دختر لبنانی ازدواج کرد اما در بمباران اسرائیلی در سال ۱۹۸۲ که به خانهٔ خانواده در بیروت اصابت کرد، کشته شد. پس از اقامت در تونس با دختری سوری ازدواج کرد که حاصل آن دو پسر و یک دختر بود.

## آثار
از جمله رمان‌های او:
- المشوهون: ۱۹۶۳
- المجموعة 778 – مجموعة عكا: ۱۹۷۴
- حبيبتي ميليشيا: ۱۹۷۶
- وادي الحوارث: ۱۹۹۴

دیگر آثار:
- بيت الجنون: نمایشنامه، ۱۹۶۵
- الشارع الأصفر: مجموعه داستان کوتاه، ۱۹۷۸
- البهلول: مجموعه داستان کوتاه، ۱۹۷۸